# Liga Națiunilor UEFA
Liga Națiunilor UEFA (în engleză UEFA Nations League) este o competiție internațională de fotbal disputată între echipele naționale de fotbal afiliate la UEFA.

## Istoric

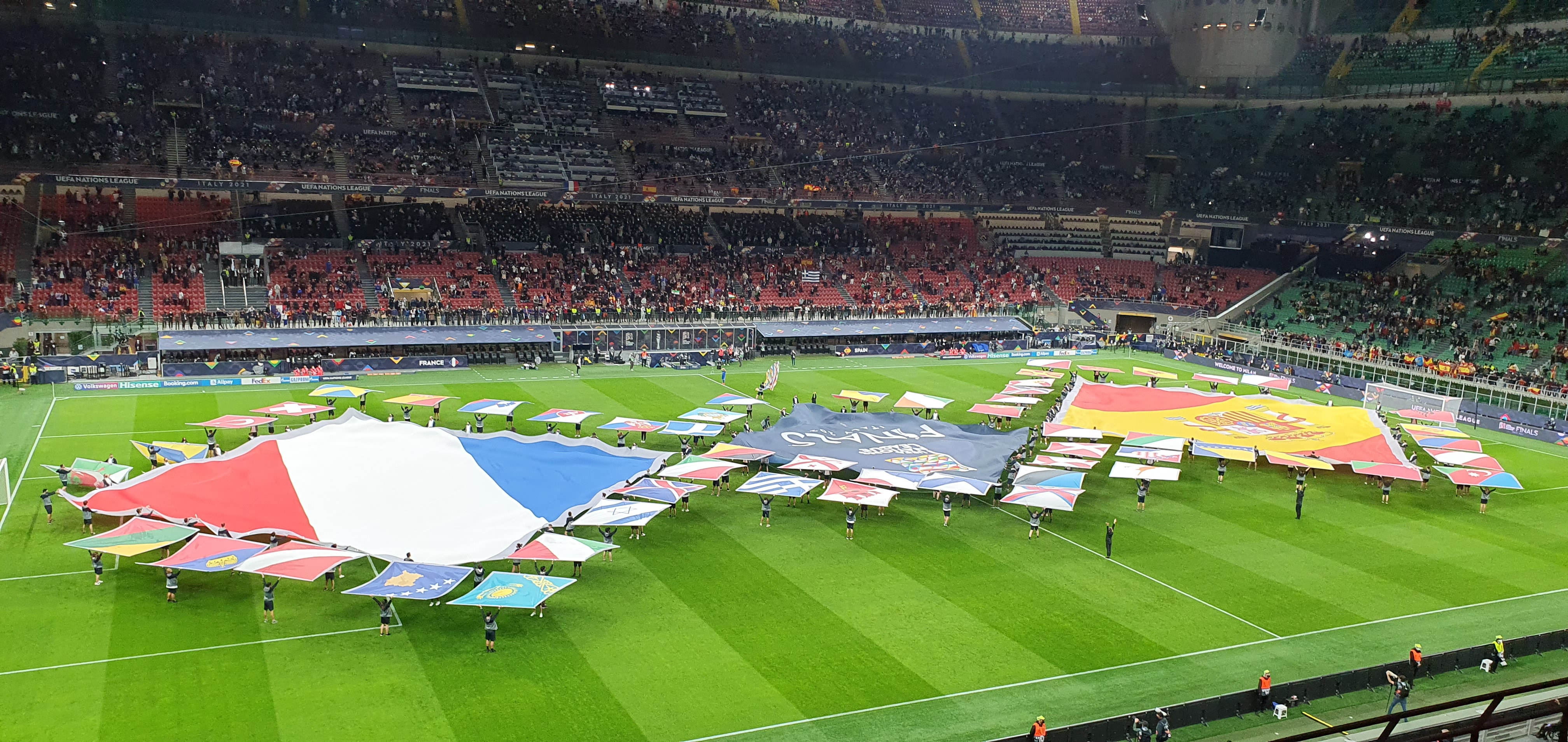
Finala din 2021

Primul turneu al acestei competiții a început în septembrie 2018, după încheierea Campionatului Mondial de Fotbal 2018 iar câștigătoarea a fost decisă în iunie 2019. Competiția înlocuiește meciurile amicale disputate în prezent de echipele naționale de fotbal afiliate UEFA.
| Ediție    | Aur        |
| --------- | ---------- |
| 2018–2019 | Portugalia |
| 2020–2021 | Franța     |
| 2022–2023 | Spania     |

## Format
În conformitate cu formatul aprobat de UEFA, cele 55 de echipe naționale participante sunt împărțite în 4 divizii (Ligi): 16 echipe în Liga A, 16 echipe în Liga B, 16 echipe în Liga C, 15 echipe în Liga D. Echipele din Liga A concurează pentru a deveni campioni ai Ligii Națiunilor. De asemenea, echipele concurează pentru a promova într-o ligă superioară sau pentru a evita să fie retrogradate într-o ligă inferioară. Liga Națiunilor oferă o șansă în plus echipelor din Europa de a se califica la Campionatul European de Fotbal.

## Legături externe
Materiale media legate de Liga Națiunilor UEFA la Wikimedia Commons
- Site web oficial